# Вітторіо Мореллі ді Пополо
Вітторіо Мореллі ді Пополо (італ. Vittorio Morelli di Popolo, * 11 травня 1888, Турин — † 1 квітня 1963, Турин) — італійський футболіст, захисник. По завершенні ігрової кар'єри — футбольний тренер.
Як гравець насамперед відомий виступами за клуб «Торіно», а також національну збірну Італії.

## Клубна кар'єра
У дорослому футболі дебютував 1907 року виступами за команду клубу «Торіно», кольори якої і захищав протягом усієї своєї кар'єри гравця, що тривала дев'ять років.

## Виступи за збірну
1912 року дебютував в офіційних матчах у складі національної збірної Італії. Провів у формі головної команди країни лише один матч. У складі збірної був учасником футбольного турніру на Олімпійських іграх 1912 року у Стокгольмі.

## Кар'єра тренера
Розпочав тренерську кар'єру, повернувшись до футболу після тривалої перерви, у 1930 році, очоливши тренерський штаб клубу «Торіно». Досвід тренерської роботи обмежився цим клубом, в якому Мореллі ді Пополо працював до 1931 року.